# Walter Hofer (Politiker)
Walter Hofer (* 29. März 1940 in Neufeld an der Leitha; † 18. März 2004 in Pottendorf) war ein österreichischer Politiker (SPÖ) und Arbeitsinspektor. Er war von 1984 bis 1993 Abgeordneter zum Landtag von Niederösterreich.

## Leben
Hofer besuchte nach der Volksschule ein Gymnasium und absolvierte danach eine Höhere Technische Lehranstalt (HTL) für Maschinenbau, an der er auch die Matura ablegte. Hofer war in der Folge beruflich als Arbeitsinspektor tätig. Lokalpolitisch engagierte er sich ab 1970 als Gemeinderat in Ebenfurth, 1973 wurde er dort zum Stadtrat gewählt, 1975 wurde er wieder Gemeinderat. In der Folge übernahm er zwischen 1980 und 1993 das Amt des Bürgermeisters, danach war er erneut Gemeinderat. Des Weiteren war Hofer als Bezirksobmann des Gemeindevertreterverbandes aktiv und vertrat die SPÖ Niederösterreich vom 7. Juni 1984 bis zum 25. Jänner 1996 im Niederösterreichischen Landtag. Für ihn rückte Karl Pietsch nach.

## Auszeichnungen
- 1996: Großes Silbernes Ehrenzeichen für Verdienste um die Republik Österreich[1]